# Volutoconus coniformis
Volutoconus coniformis is een slakkensoort uit de familie van de Volutidae. De wetenschappelijke naam van de soort is voor het eerst geldig gepubliceerd in 1871 door Cox.